# Communauté de communes des Portes du Morvan
La communauté de communes des Portes du Morvan est une ancienne communauté de communes française, située dans le département de la Nièvre.

## Historique
La communauté de communes des Portes du Morvan a été créée le 1er janvier 1997.
Elle fusionne avec deux autres intercommunalités pour former la communauté de communes Morvan Sommets et Grands Lacs au 1er janvier 2017. Pouques-Lormes rejoint de son côté la communauté de communes Tannay-Brinon-Corbigny.

## Composition
La structure regroupe dix communes au 1er janvier 2015 :
| Nom                   | Code Insee | Gentilé          | Superficie (km2) | Population (dernière pop. légale) | Densité (hab./km2) |
| --------------------- | ---------- | ---------------- | ---------------- | --------------------------------- | ------------------ |
| Lormes (siège)        | 58145      | Lormois          | 51,71            | 1 296 (2014)                      | 25                 |
| Bazoches              | 58023      | Bazochois        | 14,65            | 175 (2014)                        | 12                 |
| Brassy                | 58037      | Brassiens        | 54,15            | 623 (2014)                        | 12                 |
| Chalaux               | 58049      |                  | 10,19            | 82 (2014)                         | 8                  |
| Dun-les-Places        | 58106      | Dunois           | 45,10            | 348 (2014)                        | 7,7                |
| Empury                | 58108      |                  | 11,79            | 75 (2014)                         | 6,4                |
| Marigny-l'Église      | 58157      | Marignois        | 38,80            | 302 (2014)                        | 7,8                |
| Pouques-Lormes        | 58216      | Pouquois         | 13,96            | 163 (2014)                        | 12                 |
| Saint-André-en-Morvan | 58229      | Saint-Andrésiens | 22,82            | 294 (2014)                        | 13                 |
| Saint-Martin-du-Puy   | 58255      | Martinois        | 30,70            | 277 (2014)                        | 9                  |

## Administration
La communauté de communes des Portes du Morvan fut créée par arrêté préfectoral le 30 décembre 1996 pour une prise d'effet officielle au 1er janvier 1997.

### Budget
En 2014, le budget de la communauté de communes était de 4 850 000 €, réparti en 3 millions d'euros pour le budget principal, 700 000 € pour le budget annexe des ordures ménagères, 900 000 € pour le budget annexe du SPANC et 250 000 € pour le budget annexe de la zone d'activités.

### Présidence
| Période | Période | Identité               | Étiquette | Qualité          |
| ------- | ------- | ---------------------- | --------- | ---------------- |
| 1997    | 2000    | Christian Paul         |           |                  |
| 2000    | 2008    | Claude Pichot          |           |                  |
| 2008    | 2016    | Jean-Sébastien Halliez |           | Maire de Brassy. |

### Siège
12 Place François Mitterrand, 58140 Lormes.

## Compétences
La communauté de communes des Portes du Morvan est compétente en matière de développement économique et d'aide au commerce de proximité (zone d'activité notamment la zone d'activités intercommunale à Lormes, multiservices et commerce de proximité, comme à Marigny l'Eglise, Dun les Places), équipement touristique (réalisation d'aménagements autour du Lac de Chaumeçon, piste descente VTT à Dun les Places, site d'escalade de Narveau à Lormes, domaine de Velotte à Brassy, signalétique commerciale et touristique, aide au commerce et à l'artisanat par l'intermédiaire d'opérations collectives, aide à l'accueil touristique, camping d'intérêt communautaire comme le camping de l'étang du goulot à Lormes, aide aux actions collectives des écoles par l'intermédiaire du réseau des écoles organisées en bassin pédagogique, aide à l'enfance, la jeunesse, les familles dans le cadre du contrat de projet avec le centre social intercommunal des portes du morvan, déchets ménagers, gestion de la déchetterie intercommunale, service public d'assainissement non collectif, aménagement d'une maison de santé, voirie d'intérêt communautaire définie comme l'ensemble des voiries des communes, chemins de randonnée inscrits au Programme départemental des petites randonnées. L'intégration fiscale de la Communauté de Communes est de 62 %, soit la plus forte du département de la Nièvre.[réf. nécessaire]

### Sources et liens externes
- Site du canton de Lormes et de la Communauté de communes des Portes du Morvan
- Le SPLAF (Site sur la Population et les Limites Administratives de la France)
- La fiche BANATIC de l'intercommunalité